# Наукова експедиція
Наукова експедиція (від лат. expeditio — похід) — одна з організаційних форм наукових досліджень, як правило пов'язана з переміщенням дослідників по території чи акваторії, що вивчається.
Розрізняють:
- комплексні наукові експедиції, що охоплюють багато компонентів природного середовища;
- галузеві наукові експедиції, що проводять цілеспрямовані дослідження одного чи двох компонентів (геологічні, гідрологічні, ґрунтові, геоботанічні та інші).

## Дослідження
Дослідження проходять на завчасно запланованих маршрутах. Комплексні наукові експедиції на суші як правило включають окомірну і геодезійну зйомки, геологічні пошуки, гілрологічні і метереологічні спостереження, геохімічні і геоботанічні дослідження та інше; спроводжуються замальовками фотографуванням, аерозйомкою і картографуванням вивчаємих об'єктів. Особливо широким розмахом досліджень відрізняються наукові експедиції, що проводяться за міжнародними програмами, за участю спеціалістів з різних країн.

## Сучасні експедиції
Сучасні експедиційні дослідження — складний виробничий процес, що включає підготовку особового складу і технічного спорядження, доставку всіх необхідних матеріалів до місця проведення робіт, рекогнистировку і оброблення отриманих матеріалів (як в польових, так і в камеральних умовах). Багато наукових експедицій продовжуються протягом декількох років.
Слово «експедиція» запозичене з французької мови (франц. expeм рухаються до наступного і т. д. При кущових експедиціях вибирається основний населений пункт як базовий. У ньому проводиться найбільш повний, часто комплексний, збір матеріалів. Із своєї бази етнографи роблять короткотермінові виїзди в довколишні села. Там вони уточнюють і перевіряють зібрані на базі матеріали. При сезонних дослідженнях можуть поєднуватись обидва способи, влаштовуватись маршрутно-кущові експедиції. За таких умов члени екня, серед яких 2 основних: вибірковий та суцільний. Суть вибіркового обстеження полягає у дослідженні побутування якого-небудь одного етнографічного явища, фольклорного жанру чи декількох, об'єднаних спільністю тематики або часом виникнення (наприклад дослідження весільної обрядовості). Інші об'єкти детально не вивчаються. Під час суцільного обстеження учасники експедиції вивчають і детально фіксують всі об'єкти, всі фольклорні жанри (наприклад, всі житла даного поселення, всі сім'ї, балади, історичні пісні й т.п.).